# Casa Manfredi
La Casa Manfredi fue una familia dinastía que gobernó las ciudades de Faenza e Imola en la Emilia Romaña (Italia) entre 1313 y 1503, cuyos orígenes se remontan al siglo XI, aunque numerosos historiadores encuentran su principio en Constantino I el Grande y su madre, la emperatriz Helena de Constantinopla. El apellido Manfredi significa «fuerza y paz». Es muy probable que sea de origen germano (Manfred). 

## Historia

### Orígenes
Los primeros registros de este apellido en la región de Faenza datan del año 1000 y antes aún ya que en el sitio de Pavía por Carlomagno, combatieron caballeros de ese nombre.
Alberigo Manfredi, uno de los más destacados miembros de la familia es relacionado en el Canto XXXIII de la Divina Comedia de Dante, donde Virgilio se lo encuentra. Este se encuentra allí purgando el asesinato que cometió en 1285 en el que asesinó a su primo Manfredo y a su sobrino Alberghetto Manfredi durante un banquete. Esto por la disputa de la herencia de un tercer primo, todavía menor de edad, quien habría de convertirse en el primer soberano de la dinastía, Francisco I Manfredi apodado "el Viejo", que comenzó a gobernar a partir de 1313 tras derrotar a sus enemigos de la familia Accarisi.[cita requerida] Uno de sus hijos, Alberghettino Manfredi, usurpó el trono en 1327 e instauró un gobierno de terror que finalizó con su derrota y ejecución. [cita requerida] La ciudad volvió a manos de Francisco el Viejo que nombró sucesor a su otro hijo, Ricardo Manfredi (1339), sucedido a su vez por su hermano Juan Manfredi.[cita requerida]

### Guerras de los güelfos y los gibelinos.
Juan Manfredi declaró la guerra a la Santa Sede abandonando un siglo de militancia en el partido güelfo para pasar a hacerlo en el partido gibelino.[cita requerida] Combatió contra el cardenal Egidio Álvarez Carrillo de Albornoz pero derrotado por este, se vio forzado a abandonar sus dominios.[cita requerida] Su hijo Astorre I Manfredi (mencionado Astorgio en algunos libros y documentos), recuperaría Faenza e Imola y proclamado príncipe conformaría una compañía de ventura con la que se puso al servicio de otros señores. Su gobierno fue provechoso para ambas poblaciones pero al traicionar al cardenal Baltasar Cossa, futuro antipapa Juan XIII, fue condenado y decapitado en la plaza pública de Faenza.[cita requerida]

### Prosperidad y luchas por el poder
Será el hijo de Astorre I Manfredi, Gian Galeazzo, el encargado de recuperar sus dominios y reinstaurar el principado sobre las tierras del Lamone y el Santerno. Reconocido soberano, Gian Galeazzo Manfredi mandó redactar los célebres Estatutos de la Ciudad de Faenza, modelo de carta magna que serviría de inspiración a otros señores medievales. De su esposa, Gentil Malatesta tendría varios hijos, uno de los cuales, Guidazzo Antonio habría de sucederle para reinar despóticamente durante tres décadas y hacer la guerra a sus vecinos. A su muerte, acaecida en 1448, lo sucedió su hermano Astorre II que tras la Paz de Lodi que puso fin a la guerra entre los principales estados italianos (1454), emprendió grandes obras en Faenza, entre ellas, la continuación del muro manfrediano iniciado por su abuelo, que circunvalaba la población y aún hoy asombra al viajero. Astorre combatió contra su sobrino Tadeo Manfredi, hijo de Gudazzo-Antonio, por la posesión de Imola y solo la intervención de Francisco Sforza, duque de Milán, llevó a un entendimiento aunque no a una amistad. Los dominios de la familia se repartieron y en adelante, Faenza quedó para los descendientes de Astorre e Imola, para los de Tadeo.
Astorre II contrajo matrimonio con Juana de Barbiano, hija de Alberico da Barbiano, gran condottiero que había guerreado contra la familia en tiempos de Astorre I, y de esta unión nacieron Carlos II, Galeotto, Federico, Isabetta, Bárbara y Lancelot Manfredi.
El primero habría de sucederlo en el trono de Faenza y gobernaría despóticamente asfixiando al pueblo con pesados impuestos destinados a embellecer la ciudad. Su hermano Federico, nombrado obispo, puso la piedra fundamental del magnífico Duomo, pero también se ganó el odio de la población por sus excesos y extravagancias.
En 1477 estalló un motín popular que derrocó a Carlos y obligó a huir a Federico. 
La esposa del primero, Constanza Varano, de la familia de los señores de Camerino, jugó un papel fundamental en las negociaciones durante las cuales, logró hacer entrar en razón a su marido, convenciéndolo de abandonar la fortaleza en la que se había refugiado y abandonar la ciudad con destino a Ravena, abdicando en favor de su hermano Galeoto.
Las dos hijas de Astorre, Isabetta y Bárbara, contrajeron matrimonio con los príncipes de Forli, Cecco y Pino III Ordelaffi, quienes se hallaban enemistados entre sí. A través de intrigas, Bárbara logró que su marido hiciese encerrar en prisión tanto a Cecco como a su hermana Isabetta y los hijos de estos, a quienes hizo envenenar.
Bárbara entró en amoríos con Juan Orceoli, cortesano de Forli, quien fue muerto por Pino, que también mandó envenenar a Bárbara al descubrir su romance. Pino desposó entonces a Zaffira Manfredi, la bella hija de Tadeo de Imola, y entró en guerra con su antiguo suegro, Astorre, que lo acusaba del crimen.
Galeotto Manfredi fue en su juventud, capitán al servicio de Bartolomeo Colleoni, a sueldo de la República de Venecia. 
Tras la rebelión popular de 1477, sucedió a su hermano en el principado, que puso al servicio de Florencia durante las guerras en Lombardía. 
Casado con Francisca Bentivoglio, hija del príncipe de Bolonia, fue padre de un hijo, Astorre III, que habría de sucederle. 
Sin embargo, de sus relaciones semisecretas con la cortesana Cassandra Pavoni, tuvo varios hijos, entre ellos Juan Evangelista, Escipión y Francisco, que habría de reinar brevemente con el nombre de Astorre IV.
Ocurrió que, con el paso de los años, Galeotto comenzó a manifestar síntomas de locura, de ahí que humillase y maltratase aún públicamente, a su esposa Francisca (se dice, incluso, que la sometió a tormentos físicos y morales delante de sus amistades). 
Eso y la relación extramarital con Cassandra Pavoni fueron el detonante de una de las tragedias más resonantes de la Edad Media italiana. 
Una noche, fingiéndose enferma, Francisca Bentivoglio, escondió unos sicarios en su habitación y esperó a su marido metida en la cama. Al llegar éste y verla recostada, se le acercó para preguntarle que le ocurría, en el preciso instante en que los asesinos se abalanzaron sobre él y le acuchillaron. 
Galeoto peleó con bravura, hiriendo a sus oponentes, pero cayó muerto mientras Francisca abandonaba el palacio con su hijo y sus sirvientas, en dirección a la fortaleza de la ciudad.
Fue el momento convenido con su padre para que este entrase en Faenza y al frente de sus ejércitos ocupase la población. Sin embargo, el Consejo de la Ciudad procedió a cerrar las puertas de la urbe y aguardar los acontecimientos. Ocurrió entonces que los montañeses del Valle del Lamone, río que atraviesa la región, sabiendo la muerte de su señor y que los boloñeses habían tomado la ciudad, se alzaron en armas y descendieron de sus tierras para desatar una masacre.
El condottiero Brambilla y otros integrantes del ejército invasor fueron asesinados en tanto Juan Bentivoglio debió ser puesto a resguardo, para no ser linchado. Francisca debió abandonar Faenza, donde su vida corría peligro, dejando a su pequeño hijo Astorre, de solo tres años de edad, bajo la tutela del Consejo, que lo proclamó príncipe y gobernó a través de él hasta su mayoría de edad.

### Asedio de Faenza y Resistencia contra los Borgia
En 1500 el ejército papal, al mando de César Borgia, inició la conquista de los Estados Pontificios, tomando uno a uno sus pequeños principados. Cayeron todos sin pelear salvo Camerino, gobernada por la familia Varano, Forli, cuya soberana era Catalina Sforza y Faenza, donde reinaba Astorre III Manfredi.
Lejos de lo que el hijo del Papa esperaba, la resistencia de la ciudad fue feroz, obligando al multinacional ejército de la Iglesia a retirarse, después de sufrir grandes pérdidas en hombres y armamento.
En 1501 César Borgia volvió a atacar y pese a la desesperada defensa impuesta por Astorre y su hermano Juan Evangelista Manfredi, comandante de la fortaleza, la heroica ciudad romana capituló y fue ocupada.
Admirado por el heroísmo de los Manfredi, César Borgia se los llevó consigo a Roma donde vivieron rodeados de lujo durante once días. Pasado ese tiempo, los príncipes desaparecieron hasta que unos días después, sus cuerpos sin vida fueron extraídos del Tíber, junto al de su mayordomo y una joven mujer. 
Astorre, que según las crónicas era un joven apuesto, de bello aspecto y excelente constitución física, tenía claros signos de tortura y humillación.
El crimen fue atribuido al papa Alejandro VI (Rodrigo Borgia) que no podía permitir que los dos jóvenes nobles que habían desafiado y hasta humillado a sus ejércitos, viviesen libremente en su corte, gozando de favores y prebendas.
Con la muerte del pontífice, el poder de los Borgia se desmoronó y uno a uno, los pequeños principados de la Umbría y la Emilia Romaña recuperaron su libertad. En Faenza, Francisco Manfredi, el hermano de Astorre y Juan Evangelista que había preferido huir a quedarse a combatir junto a aquellos, fue proclamado príncipe (1503), asumiendo el gobierno con el nombre de Astorre IV. 
Solo reinó dos meses ya que, al cabo de ese tiempo, los ejércitos venecianos conquistaron la población y lo desalojaron del trono, poniendo fin a los dos siglos de reinado manfrediano sobre la región. 
El último príncipe que gobernó Faenza fue Astorre III Manfredi, que en el año 1501, a la edad de 16 años quien, luego de una heroica resistencia al frente de las milicias de su ciudad, cayó prisionero de César Borgia, hijo bastardo del papa Alejandro VI. 
Fue llevado a la ciudad de Roma y luego de un tiempo, asesinado junto a su hermano Juan Evangelista Manfredi y otras personas. 
Estos fueron los tiempos en que los estados pontificios atacaban los señoríos umbros y romañoles para retomar sus antiguos territorios, tarea que también llevó adelante el sucesor de Alejandro VI, Julio II. 

### Vuelta al poder y caída definitiva
En 1503 Francisco Manfredi recuperó el poder pero al cabo de dos meses, fue derrocado por los venecianos. En honor de su hermano asesinado había adoptado el nombre de Astorre IV. 
Aun así, por esos tiempos, Segismundo Manfredi, con la ayuda de los hermanos Vicente y Dionisio Naldi, intentó reconquistar la ciudad sin lograr el objetivo. 
Los Manfredi se diseminaron por la Emilia Romaña, la Lombardía, la Toscana y otras regiones del norte de Italia y ya no regresaron al Lamone salvo una sola vez, furtivamente, para liquidar las pocas posesiones que les quedaban.
Ramas importantes de esta familia se establecieron en Reggio Emilia, Cremona, Lombardía, Cesena, Vicenza, Venecia, Padua, Piacenza, Tarento, Monópoli y Roma.

## Genealogía
|                 |                 |                   |                   |                       |                       | Rengarda Malatesta    | Rengarda Malatesta    | Rengarda Malatesta    | Rengarda Malatesta    | Rengarda Malatesta    | Rengarda Malatesta    |                       |                       |                       |                       |                       |                       | Francisco I Manfredi  | Francisco I Manfredi  | Francisco I Manfredi  | Francisco I Manfredi  | Francisco I Manfredi | Francisco I Manfredi |                  |                  |  |  |                           |                           |                           |                           |                           |                           |
|                 |                 |                   |                   |                       |                       | Rengarda Malatesta    | Rengarda Malatesta    | Rengarda Malatesta    | Rengarda Malatesta    | Rengarda Malatesta    | Rengarda Malatesta    |                       |                       |                       |                       |                       |                       | Francisco I Manfredi  | Francisco I Manfredi  | Francisco I Manfredi  | Francisco I Manfredi  | Francisco I Manfredi | Francisco I Manfredi |                  |                  |  |  |                           |                           |                           |                           |                           |                           |
|                 |                 |                   |                   |                       |                       |                       |                       |                       |                       |                       |                       |                       |                       |                       |                       |                       |                       |                       |                       |                       |                       |                      |                      |                  |                  |  |  |                           |                           |                           |                           |                           |                           |
|                 |                 |                   |                   |                       |                       |                       |                       |                       |                       |                       |                       |                       |                       |                       |                       |                       |                       |                       |                       |                       |                       |                      |                      |                  |                  |  |  |                           |                           |                           |                           |                           |                           |
|                 |                 |                   |                   | Ginebra de Mongardino | Ginebra de Mongardino | Ginebra de Mongardino | Ginebra de Mongardino | Ginebra de Mongardino | Ginebra de Mongardino |                       |                       | Juan Manfredi         | Juan Manfredi         | Juan Manfredi         | Juan Manfredi         | Juan Manfredi         | Juan Manfredi         |                       |                       | Ricardo Manfredi      | Ricardo Manfredi      | Ricardo Manfredi     | Ricardo Manfredi     | Ricardo Manfredi | Ricardo Manfredi |  |  | Alberghettino II Manfredi | Alberghettino II Manfredi | Alberghettino II Manfredi | Alberghettino II Manfredi | Alberghettino II Manfredi | Alberghettino II Manfredi |
|                 |                 |                   |                   | Ginebra de Mongardino | Ginebra de Mongardino | Ginebra de Mongardino | Ginebra de Mongardino | Ginebra de Mongardino | Ginebra de Mongardino |                       |                       | Juan Manfredi         | Juan Manfredi         | Juan Manfredi         | Juan Manfredi         | Juan Manfredi         | Juan Manfredi         |                       |                       | Ricardo Manfredi      | Ricardo Manfredi      | Ricardo Manfredi     | Ricardo Manfredi     | Ricardo Manfredi | Ricardo Manfredi |  |  | Alberghettino II Manfredi | Alberghettino II Manfredi | Alberghettino II Manfredi | Alberghettino II Manfredi | Alberghettino II Manfredi | Alberghettino II Manfredi |
|                 |                 |                   |                   |                       |                       |                       |                       |                       |                       |                       |                       |                       |                       |                       |                       |                       |                       |                       |                       |                       |                       |                      |                      |                  |                  |  |  |                           |                           |                           |                           |                           |                           |
|                 |                 |                   |                   |                       |                       |                       |                       |                       |                       |                       |                       |                       |                       |                       |                       |                       |                       |                       |                       |                       |                       |                      |                      |                  |                  |  |  |                           |                           |                           |                           |                           |                           |
| Leta de Polenta | Leta de Polenta | Leta de Polenta   | Leta de Polenta   | Leta de Polenta       | Leta de Polenta       |                       |                       | Astorre I Manfredi    | Astorre I Manfredi    | Astorre I Manfredi    | Astorre I Manfredi    | Astorre I Manfredi    | Astorre I Manfredi    |                       |                       | Francisco II Manfredi | Francisco II Manfredi | Francisco II Manfredi | Francisco II Manfredi | Francisco II Manfredi | Francisco II Manfredi |                      |                      |                  |                  |  |  |                           |                           |                           |                           |                           |                           |
| Leta de Polenta | Leta de Polenta | Leta de Polenta   | Leta de Polenta   | Leta de Polenta       | Leta de Polenta       |                       |                       | Astorre I Manfredi    | Astorre I Manfredi    | Astorre I Manfredi    | Astorre I Manfredi    | Astorre I Manfredi    | Astorre I Manfredi    |                       |                       | Francisco II Manfredi | Francisco II Manfredi | Francisco II Manfredi | Francisco II Manfredi | Francisco II Manfredi | Francisco II Manfredi |                      |                      |                  |                  |  |  |                           |                           |                           |                           |                           |                           |
|                 |                 |                   |                   |                       |                       |                       |                       |                       |                       |                       |                       |                       |                       |                       |                       |                       |                       |                       |                       |                       |                       |                      |                      |                  |                  |  |  |                           |                           |                           |                           |                           |                           |
|                 |                 |                   |                   |                       |                       |                       |                       |                       |                       |                       |                       |                       |                       |                       |                       |                       |                       |                       |                       |                       |                       |                      |                      |                  |                  |  |  |                           |                           |                           |                           |                           |                           |
|                 |                 | Gentile Malatesta | Gentile Malatesta | Gentile Malatesta     | Gentile Malatesta     | Gentile Malatesta     | Gentile Malatesta     |                       |                       | Juan Galeazo Manfredi | Juan Galeazo Manfredi | Juan Galeazo Manfredi | Juan Galeazo Manfredi | Juan Galeazo Manfredi | Juan Galeazo Manfredi |                       |                       |                       |                       |                       |                       |                      |                      |                  |                  |  |  |                           |                           |                           |                           |                           |                           |
|                 |                 | Gentile Malatesta | Gentile Malatesta | Gentile Malatesta     | Gentile Malatesta     | Gentile Malatesta     | Gentile Malatesta     |                       |                       | Juan Galeazo Manfredi | Juan Galeazo Manfredi | Juan Galeazo Manfredi | Juan Galeazo Manfredi | Juan Galeazo Manfredi | Juan Galeazo Manfredi |                       |                       |                       |                       |                       |                       |                      |                      |                  |                  |  |  |                           |                           |                           |                           |                           |                           |
|                 |                 |                   |                   |                       |                       |                       |                       |                       |                       |                       |                       |                       |                       |                       |                       |                       |                       |                       |                       |                       |                       |                      |                      |                  |                  |  |  |                           |                           |                           |                           |                           |                           |
|                 |                 |                   |                   | Astorre II Manfredi   | Astorre II Manfredi   | Astorre II Manfredi   | Astorre II Manfredi   | Astorre II Manfredi   | Astorre II Manfredi   |                       |                       | Giovanna da Barbiano  | Giovanna da Barbiano  | Giovanna da Barbiano  | Giovanna da Barbiano  | Giovanna da Barbiano  | Giovanna da Barbiano  |                       |                       |                       |                       |                      |                      |                  |                  |  |  |                           |                           |                           |                           |                           |                           |
|                 |                 |                   |                   | Astorre II Manfredi   | Astorre II Manfredi   | Astorre II Manfredi   | Astorre II Manfredi   | Astorre II Manfredi   | Astorre II Manfredi   |                       |                       | Giovanna da Barbiano  | Giovanna da Barbiano  | Giovanna da Barbiano  | Giovanna da Barbiano  | Giovanna da Barbiano  | Giovanna da Barbiano  |                       |                       |                       |                       |                      |                      |                  |                  |  |  |                           |                           |                           |                           |                           |                           |

## La Rama de Reggio Emilia
No menos importante fue la presencia de los Manfredi en Reggio Emilia donde ejercieron vasto poder junto a otros clanes ciudadanos como los Roberti, los Fogliani, los Sessi, los Lupicini, los Comini, los Da Correggio y los Della Palude. De ellos son de destacar Pico Manfredi que en 1202 supo defender valerosamente el castillo de Rubiera del ataque de los modeneses, en guerra con Reggio Emilia por las aguas del río Secchia. En 1331 Ludovico el Bávaro entró victorioso en la ciudad y designó a Azzo Manfredi junto a Juan y Giberto Fogliani, vicarios de Reggio.
En julio de 1345, durante los tumultos desatados por partidarios de la Casa de Este y los Della Scala, los Manfredi junto a Felipe Gonzaga y los Sessi rechazaron el ataque de aquellos contra la Puerta Bernone que durante las acciones, cedió a causa del sobrepeso de los agresores.
Cuando el legado papal Bertrando del Poggetto entró en la ciudad, la misma se hallaba bajo el gobierno de un triunvirato integrado por Azzo Manfredi, Guido Fogliani y Gerardo Roberti. La presencia del alto dignatario eclesiástico generó malestar en la antigua población y llevó a su alzamiento contra el poder de la Iglesia. En una sangrienta conjura que tuvo lugar en el Palacio del Podestá, los Manfredi y los Fogliani asesinaron brutalmente a los representantes pontificios que gobernaban la ciudad, Angelo di San Lupidio y Arnaldo Vacca apuñalándolos salvajemente y arrojando sus cuerpos por una ventana. 
Los Manfredi disputaron el dominio de los feudos del reggiano, entre ellos Albinea, Mucciatella, Montericco, Pojano, Borzano y Rubiera, cuyo primer señor feudal fue Alberto Manfredi. A mediados del siglo XIV Francisco Manfredi arrebató Albinea a los Visconti. Los Fogliani se posesionaron de él tras una sangrienta batalla pero el emperador Carlos I de España se la restituyó a aquellos en 1568. Tras la escisión de los bienes debido a las violentas luchas internas, su sucesor, Juan Manfredi, heredero de aquellas posesiones, fue declarado en 1451 asignatario del castillo y cabeza de los condes de Albinea.
Una segunda subdivisión de bienes acaecida en 1472 llevó a los hermanos de Ludovico Manfredi, muerto sin dejar herederos, a dividirse los dominios familiares quedando Albinea para uno y Montericcio para el otro, sin embargo, al extinguirse las ramas de aquel último feudo (1647) y el de Borzano (1695), los Manfredi de Albinea heredaron sus bienes, reunificando, de esa manera, el patrimonio familiar, que retuvieron hasta 1732. 
El castillo de Albinea, contiguo al oratorio dedicado a San Luis, posee dos torres cilíndricas, una de ellas, la de los Manfredi y la otra la de los Fogliani, fieles testimonios del férreo dominio que ambas familias ejercieron.

## La Rama de Cremona
A fines del siglo XVII y principios del XVIII, Don Félix Pardo de la Casta, hermano de Don Baltasar Pardo de la Casta, fue nombrado gobernador español de Cremona, donde se estableció para cumplir sus funciones, contrayendo matrimonio, tiempo después con Doña Margarita de Lodi con quien tuvo una hija, Mariana Pardo de la Casta y Lodi, quien contrajo matrimonio con el marqués Giovanni Battista manfredi, miembro de una de las principales familias de la ciudad cuyo título le había sido otorgado por el emperador Carlos VI. Por entonces, Giovanni Battista era Mayor de la Policía Urbana de Cremona y vivía con su familia en su palacio próximo a la iglesia de Santa Ágata. De esa unión nació Giuseppe Manfredi, 12º marques de Cremona, quien falleció en enero de 1741 y fue sepultado en la iglesia de San Agustín. Casado con la cremonesa Bárbara Raimondi, fue padre de Giovanni Battista Manfredi, 13º marqués de Cremona, quien heredó de sus mayores de la rama hispana de los Pardo de la Casta, la Señoría de Alacuás, en Valencia, al no dejar su tío bisabuelo Baltasar Pardo de la Casta, ningún heredero. Al momento de recibir su feudo español, el marqués Giovanni Battista vivía junto a su esposa, Teresa Fraganeschi, pariente del obispo de Cremona, en jurisdicción de la parroquia de los Santos Nazario y Celso en San Abbondino. Tomó posesión formal de Alacuás el 18 de enero de 1772. Fue sucedido por su hijo Giuseppe Ignazio Manfredi, que en 1806 se estableció en la parroquia de San Miguel, en Cremona. Hasta la mitad del siglo XIX, los marqueses de Manfredi gobernaron Alacuás desde Cremona, por entonces, Ignazio Manfredi, su sucesor, vendió sus posesiones españolas, incluyendo su palacio nobiliario, hoy propiedad de la Municipalidad de Alacuás.

## Migración
La familia Manfredi se ha expandido por diversas regiones. Ramas colaterales de las de Faenza y Reggio Emilia se establecieron en Bolonia, Cesena, Monopoli, Tarento, Sicilia, Roma, Toscana, Liguria, Piamonte y Lombardía, especialmente en el límite entre esta región y la Emilia Romagna y de ahí pasaron al Nuevo Mundo. En el año 1884 llegó a Buenos Aires proveniente de Roma, Manfredo Giuseppe Sante Manfredi nacido en Codogno (hoy provincia de Lodi) el 1 de noviembre de 1864, importante banquero, ligado al Nuevo Banco Italiano, al Banco Francés e Italiano para la América del Sud Sudameris y al Banco Ítalo Sudamericano, de los que fue fundador y gerente general, lo mismo a Atlantis Sociedad Anónima de Préstamos y Edificación, que presidió entre 1924 y 1928. En 1916 integró la comisión de caballeros que trabajó en la organización del Concilio Eucarístico Nacional de ese año y como pilar de la colonia italiana en la Argentina, formó parte y colaboró estrechamente con el Comité Pro Monumento a Cristóbal Colón, el Comité de empréstitos y el Comité de Guerra para la ayuda de los combatientes italianos de la Primera Guerra Mundial. Manfredo Manfredi falleció en 1928 en Buenos Aires. Su hijo mayor, Astorre Manfredi fue fundador de la razón social Casal Manfredi Pérego & Cia., durante décadas, una de las mayores entidades financieras e inmobiliarias de Buenos Aires, a través de la cual operó el Estado argentino. El hijo de este último Mario Adolfo y su nieto Marcelo Alejandro son prominentes abogados en la misma ciudad, el primero, asimilado a la Marina de Guerra con el grado de capitán, fue auditor de la Armada Argentina y designado especialmente, efectuó el viaje inaugural de la fragata "ARA Libertad" en calidad de oficial encargado de Relaciones Públicas. Una subrama de aquel hogar se estableció en San Fernando, al norte del Gran Buenos Aires.
En la provincia de Córdoba (Argentina) existe una localidad que lleva el nombre de esta familia, debido a que las tierras donde se asienta fueron propiedad del francés Santos Manfredi, cabeza de una importante familia de aquella región.